# Episodi di Legends of Tomorrow (prima stagione)
La prima stagione della serie televisiva Legends of Tomorrow è trasmessa in prima visione assoluta negli Stati Uniti d'America da The CW a partire dal 21 gennaio 2016 al 19 maggio 2016.
In Italia viene trasmessa in prima visione sul canale pay Premium Action a partire dal 19 ottobre 2016.
In chiaro è stata trasmessa su Italia 1 dal 27 dicembre 2017 al 5 gennaio 2018 alle 10:20.
Durante questa stagione escono dal cast principale Wentworth Miller, Ciara Renée e Falk Hentschel.
Gli antagonisti principali di questa stagione sono Vandal Savage e i Time Masters.
| nº | Titolo originale      | Titolo italiano            | Prima TV USA     | Prima TV Italia  |
| -- | --------------------- | -------------------------- | ---------------- | ---------------- |
| 1  | Pilot, Part 1         | Una squadra di eroi        | 21 gennaio 2016  | 19 ottobre 2016  |
| 2  | Pilot, Part 2         | Versus Vandal Savage       | 28 gennaio 2016  | 19 ottobre 2016  |
| 3  | Blood Ties            | Legami di sangue           | 4 febbraio 2016  | 26 ottobre 2016  |
| 4  | White Knights         | Cavalieri bianchi          | 11 febbraio 2016 | 26 ottobre 2016  |
| 5  | Fail-Safe             | Piano di riserva           | 18 febbraio 2016 | 2 novembre 2016  |
| 6  | Star City 2046        | Il mio nome è Connor Hawke | 25 febbraio 2016 | 2 novembre 2016  |
| 7  | Marooned              | I pirati del tempo         | 3 marzo 2016     | 9 novembre 2016  |
| 8  | Night of the Hawk     | La notte di Hawkgirl       | 10 marzo 2016    | 9 novembre 2016  |
| 9  | Left Behind           | Nanda Parbat               | 31 marzo 2016    | 16 novembre 2016 |
| 10 | Progeny               | Progenie                   | 7 aprile 2016    | 16 novembre 2016 |
| 11 | The Magnificent Eight | I magnifici otto           | 14 aprile 2016   | 23 novembre 2016 |
| 12 | Last Refuge           | L'ultimo rifugio           | 21 aprile 2016   | 23 novembre 2016 |
| 13 | Leviathan             | Il leviatano               | 28 aprile 2016   | 30 novembre 2016 |
| 14 | River of Time         | Il flusso temporale        | 5 maggio 2016    | 30 novembre 2016 |
| 15 | Destiny               | Destino                    | 12 maggio 2016   | 7 dicembre 2016  |
| 16 | Legendary             | Leggendario                | 19 maggio 2016   | 7 dicembre 2016  |

## Una squadra di eroi
- Titolo originale: Pilot, Part 1
- Diretto da: Glen Winter
- Scritto da: Greg Berlanti, Marc Guggenheim, Andrew Kreisberg e Phil Klemmer

### Trama
Nell'anno 2166 Vandal Savage ha conquistato con successo l'intero pianeta. Nel tentativo di salvare l'umanità il viaggiatore del tempo Rip Hunter, viaggia indietro nell'anno 2016 per reclutare un gruppo di supereroi e supercriminali con cui fermare l'ascesa di Savage al potere: Sarah Lance/Withe Canary, Ray Palmer/Atom, Jefferson "Jax" Jackson/Firestorm, il dottor Martin Stein (l'altra metà di Firestorm), Mick Rory/Heat Wawe, Leonard Snart/Capitan Cold, Carter Hall/Hawkman e Kendra Saunders/Hawkgirl. Assemblata la squadra Hunter rivela loro che in futuro saranno delle leggende e che devono aiutarlo a sconfiggere Savage nel passato, infatti Oliver Queen e Barry Allen, pur avendolo ucciso, non lo hanno eliminato permanentemente dato che è risorto, infatti per ucciderlo definitivamente deve essere Kendra a ucciderlo. Mick e Leonard accettano ma solo per avidità dato che viaggiare nel tempo permetterà a entrambi di entrare in possesso di ricchezze inimmaginabili. Il gruppo viaggia fino all'anno 1975 per parlare con il professor Boardman, uno dei maggiori esperti di Vandal Savage, per ottenere assistenza nell'individuazione di Savage. Oltre a fornire informazioni su Savage, Boardman rivela anche che egli è il figlio di Kendra e Carter da una delle loro vite passate. Nel frattempo, un cacciatore di taglie che viaggia nel tempo denominato Chronos attacca la nave di Hunter, la Waverider. Il team è in grado di riorganizzarsi e fuggire, ma non prima che il Professor Boardman venga ferito e muoia. L'attacco costringe Hunter a rivelare che Chronos da loro la caccia per avere rubato la nave temporale e per essere andato in missione contro la volontà dei Time Master e che parte della sua ricerca si basa sul suo desiderio di vendetta visto che Savage gli ha ucciso moglie e figlio nel suo tempo e quindi lo stesso Rip cerca di scongiurare l'evento. Infatti rivela di avere mentito a tutti loro perché la verità è che non saranno mai delle leggende, al contrario, lui li ha reclutati proprio perché non hanno mai avuto un grande impatto nella storia. Il gruppo è deluso ma poi decidono di combattere ugualmente perché se cambiano il futuro di Rip forse saranno veramente delle leggende, mentre Kendra e Carter a dispetto di tutto vogliono semplicemente vendicare il figlio.
- Ascolti USA: 3 210 000 telespettatori – rating/share 18-49 anni 1.2/4%[6]

## Versus Vandal Savage
- Titolo originale: Pilot, Part 2
- Diretto da: Glen Winter
- Scritto da: Phil Klemmer, Marc Guggenheim, Greg Berlanti e Andrew Kreisberg

### Trama
Abbiamo lasciato la squadra nel momento della partenza. All'arrivo ci troviamo nella Norvegia del 1975, dove, secondo gli appunti di Aldus (figlio di Kendra e Carter in una vita precedente), Vandal Savage si potrebbe trovare. La squadra scopre una vendita di armi abusiva e sono convinti che Savage sia lì a comprare armi. In realtà Savage è il venditore di una testata nucleare, all'asta prende parte pure Damien Dahrk. La squadra si contende la bomba ma Savage dubbioso (per colpa del prof. Stein che dice "in questa era") ordina di attaccare la squadra. La squadra riesce ad avere naturalmente la meglio contro i loro avversari, ma nel frattempo Savage, per salvarsi la pelle attiva il timer della bomba la quale energia atomica sarà assorbita da Firestorm. Nello scontro però ATOM perde un pezzo dell'armatura, che, secondo Gideon cambierà il corso degli eventi in peggio. Subito dopo i due Hawk scoprono che il pugnale con cui Savage aveva ucciso per la prima volta loro si trovava dentro una villa. La squadra si divide: Sara Lance e i due Firestorm andranno alla ricerca del pezzo dell'armatura di Atom, che riusciranno a trovare grazie a uno strumento progettato dal professor Stein nel 1975; mentre Atom, Snart e Mick andranno nella villa per recuperare il pugnale. Le cose per questi ultimi non andranno bene, infatti la villa è proprio di Savage che riesce a rinchiuderli in una cella, chiedendo al posto dei tre la vita dei due Hawk (quando lui li uccide ricarica la sua vita). La rimanente squadra parte all'attacco pronta a liberare i tre compagni e a uccidere Savage. Ma le cose andranno diversamente, infatti durante lo scontro Kendra e Carter verranno attaccati da Savage che ucciderà Hawkman il quale lo aveva pugnalato con la lama speciale, ma che non ha avuto effetto, infatti in principio il pugnale apparteneva a Kendra, quindi solo lei poteva usarlo per uccidere Savage. Quest'ultimo, dopo avere ucciso Carter ferisce Hawkgirl, che avrebbe ucciso se non fosse stato per la squadra. La squadra grazie alla morte di Carter si consoliderà, pronta a vendicare la morte dell'amico.
- Guest Star: Neal McDonough (Damien Darhk)
- Ascolti USA: 2 890 000 telespettatori – rating/share 18-49 anni 1.1/3%[7]

## Legami di sangue
- Titolo originale: Blood Ties
- Diretto da: Dermott Downs
- Scritto da: Marc Guggenheim e Chris Fedak

### Trama
Lipsia, 1975: Sara suggerisce a Rip di indebolire le risorse monetarie di Savage dato che per ora non possono ucciderlo, quindi i due vanno alla banca dove lui detiene il suo conto, ma gli impiegati sono tutti mercenari addestrati che lavorano per Savage, comunque Sara li sconfigge nonostante perda momentaneamente il controllo dato che risente ancora dell'istinto omicida dopo la resurrezione dal Pozzo di Lazzaro. Rip dal computer della banca non trova dati su Savage, comunque lui e Sara portano il direttore della banca sulla loro nave, il quale rivela che ci sarà un'asta sulle spoglie di Carter. Kendra rischia di morire a causa delle schegge della lama con cui Savage l'ha ferita, quindi Ray con la sua tuta entra nel corpo di Kendra riducendosi a dimensioni subatomiche e distrugge le schegge salvando l'amica. Leonard e Mick chiedono a Jax di usare la navicella temporale secondaria per viaggiare nel tempo, a Central City, per rubare una pietra preziosa, Jax acconsente, ma ciò che Mick ignorava e che Leonard intendeva consegnarla a suo padre Lewis, quest'ultimo avrebbe provato a rubarla e avrebbe fallito finendo in prigione, e quell'esperienza l'avrebbe reso un padre violento, infatti Leonard spera di cambiare la storia. Rip e Sara vanno al luogo dell'asta ma vengono catturati, poi vedono come Savage fa bere il sangue di Carter ai suoi fedeli per allungare le loro vite, poi arriva il resto della squadra che salva Rip e Sara, inoltre portano via il corpo di Carter. Purtroppo il futuro di Lewis non è cambiato perché è finito ugualmente in prigione per avere cercato di vendere la pietra a un criminale, in realtà un poliziotto sotto copertura. La squadra dà finalmente a Carter una degna sepoltura.
- Guest Star: Jason Beaudoin (Lewis Snart)
- Ascolti USA: 2 320 000 telespettatori – rating/share 18-49 anni 0.9/3%[8]

## Cavalieri bianchi
- Titolo originale: White Knights
- Diretto da: Antonio Negret
- Scritto da: Sarah Nicole Jones e Phil Klemmer

### Trama
Washington 1986: la squadra deve infiltrarsi nel Pentagono allo scopo di rubare alcuni fascicoli riguardanti Savage, ma durante l'operazione Kendra, non controllando bene il suo spirito da guerriera, dà di matto, e diventa aggressiva, la squadra gestisce la situazione e ruba ugualmente i fascicoli, dai quali si apprende che Savage sta collaborando con l'Unione Sovietica, a stretto contatto con la ricercatrice Valentina Vostok, quindi vanno da lei a Mosca, intanto Chronos attacca la nave della squadra con la sua, ma Rip con un astuto stratagemma fa sì che l'aviazione sovietica abbatta la nave nemica. Un Time Master mentore di Rip lo raggiunge e gli dice che il consiglio lo perdonerà per avere cercato di modificare la storia ma a patto che torni nel suo tempo riportando a casa i membri della squadra abbandonando la missione. Rip dà l'impressione di accettare ma in realtà il suo mentore stava collaborando con Chronos per ucciderlo, ma avendo intuito la cosa grazie a Mick, la squadra lo salva, però Firestorm pur avendo la possibilità di sconfiggere Chronos se lo lascia scappare a causa della mancanza di sincronia tra Jax e Martin i quali non fanno altro che litigare, tra i due c'è un accesso alterico, Jax lo accusa di essere un egomaniaco e che è stato lui a coinvolgerlo in questa cosa nonostante voglia tornare da sua madre, Stein invece gli dà dell'egoista perché se dovessero morire a causa della sua sconsideratezza la missione potrebbe risentirne e molte persone innocenti morirebbero. Stein dice a Ray che la ragione per cui è così severo con Jax è perché non vuole che faccia la fine di Ronnie. Rip suggerisce a Sara di addestrare Kendra affinché possa controllare la sua natura guerriera, le due si affrontano anche se finiscono per esagerare, però Kendra ha capito che il problema è che non riescono a convere con l'ambivalenza della loro natura e che per trovare equilibrio lei deve accettare la sua parte guerriera mentre Sara la sua parte umana. Intanto Leonard ruba il badge a Vostok che permette a Stein di entrare in una base sovietica segreta, insieme a Ray e Leonard; Stein capisce che l'arma che Vostok sta per creare su richiesta di Savage è un altro Firestorm, infatti ha creato un nucleo di energia, ma Stein assorbe la sua energia. Purtroppo Vostok e i soldati sovietici rapiscono Ray e Stein, mentre Leonard riesce a scappare grazie all'aiuto di Mick, che però viene rapito. Stein, Ray e Mick vengono portati in un gulag segreto, mentre Vostok inizia a maturare interesse per Stein essendo lui indispensabile per la riuscita del suo progetto.
- Guest star: Stephanie Corneliussen (Valentina Vostok)
- Ascolti USA: 2 390 000 telespettatori – rating/share 18-49 anni 0.9/3%[9]

## Piano di riserva
- Titolo originale: Fail-Safe
- Diretto da: Dermott Downs
- Scritto da: Beth Schwartz e Grainne Godfree

### Trama
Mick e Ray vengono rinchiusi in una prigione russa mentre Vostok cerca di manipolare Stein affinché condivida con lei le sue conoscenze per creare un nuovo Firestorm. Il resto della squadra pianifica un modo per salvare i compagni, quindi chiedono aiuto alla bratva dato che al tempo gestivano loro le prigioni russe, inoltre provano astio nei confronti di Savage. Stein è irremovibile sull'aiutare Vostok, anche quando lei fa torturare Mick e Ray. Grazie alla mafia russa, la squadra riesce a entrare nella prigione, Rip ha dato a Sara il compito di uccidere Stein nel caso la missione fallisca per evitare che il suo potere finisca nelle mani di Savage, solo Snart è al corrente della cosa. Snart fa evadere Mick e Ray, mentre Vostok, dopo avere capito che Stein è una delle due controparti di Firestorm, cerca di unirsi a lui con un reattore, Sara si appresta a uccidere Stein per evitare il peggio ma Snart la convince a cambiare idea. Vostok con il reattore si unisce a Stein diventando lei la nuova Firestorm, ma Jax parla a Stein dicendogli che a prescindere dalle loro diatribe è consapevole che è severo con lui per il suo bene. Queste parole danno a Stein la forza di separarsi da Vostok, la quale poi muore esplodendo dato che, essendosi legata a Stein senza un modulatore, la separazione l'ha resa instabile. La squadra si appresta a partire ma Chronos li attacca, quindi la nave spaziale di Rip fa un atterraggio di emergenza riuscendo a fuggire dal loro inseguitore, ma finiscono in una Star City apocalittica; la squadra poi incontra un uomo con il costume di Green Arrow, anche se non si tratta di Oliver Queen.
- Guest star: Stephanie Corneliussen (Valentina Vostok/Sovietic Firestorm)
- Ascolti USA: 2 250 000 telespettatori – rating/share 18-49 anni 0.8/3%[10]

## Il mio nome è Connor Hawke
- Titolo originale: Star City 2046
- Diretto da: Steve Shill
- Scritto da: Marc Guggenheim e Ray Utarnachitt

### Trama
L'episodio riapre da dove si era conclusa la puntata precedente: la squadra si trova in una Star City nel 2046, vittima del caos, nelle strade perversano le bande di criminali, mentre Green Arrow porta il nome di Connor Hawke. Purtroppo la nave di Rip ha bisogno di un componente dato che si è danneggiata, quindi Rip, Sara, Mick e Snart vanno nella vecchia sede della società di Felicity Smoak per prenderlo, ma Mick e Snart si dividono dal gruppo, mentre Connor viene attaccato da dei criminali, però Sara lo salva e ha modo di conoscere il loro capo, il nuovo leader di Star City, Grant Wilson, il figlio di Slade Wilson. Purtroppo a Mick inizia a piacere questo futuro dove non esistono regole e la criminalità è imperante, quindi decide di rimanerci, però Snart, che al contrario prende più sul serio la missione della squadra, lo tramortisce e lo riporta nella nave. Sara e Rip raggiungono la vecchia sede della società di Felicity, lì trovano il componente, ma anche Oliver, invecchiato, e con un braccio solo, l'altro gli è stato amputato da Grant. Oliver spiega a Sara che Grant ha preso il controllo della città e che forse se lei e Ray non se ne fossero andati avrebbe avuto abbastanza risorse per fermarlo, Rip rassicura Sara che questo non è un futuro permanente e che si è generato a causa delle modifiche dei loro viaggi nel tempo ma che verrà aggiustato. Oliver rivela che Connor in realtà è il figlio di John Diggle, che è morto già da tempo, come Felicity. Connor viene catturato dagli uomini di Grant, quest'ultimo cerca di ucciderlo, ma Sara lo salva con l'aiuto di Oliver, che combatte con un braccio elettronico, poi anche il resto della squadra prende parte alla lotta, infine Oliver e Connor sconfiggono Grant, anche se Oliver, che ormai ha ceduto il titolo di Green Arrow a Connor, è consapevole che dovranno lavorare ancora molto per estirpare il male da Star City, mentre la squadra riparte viaggiando nello spazio e nel tempo.
- Guest Star: Joseph David-Jones (Connor Hawke/Green Arrow), Jamie Andrew Culter (Grant Wilson/Deathstroke), Stephen Amell (Oliver Queen/Green Arrow)
- Ascolti USA: 2 470 000 telespettatori – rating/share 18-49 anni 0.9/3%[11]

## I pirati del tempo
- Titolo originale: Marooned
- Diretto da: Gregory Smith
- Scritto da: Anderson Mackenzie e Phil Klemmer

### Trama
La squadra riceve una chiamata di soccorso da una nave spaziale di una Time Master, Baxter; nonostante Rip sia ricercato da loro, decide di andare a salvarla. Hunter entra nella nave insieme Jax, Stein e Mick, ma quasi subito vengono presi come ostaggi dai pirati spaziali, capitanati da Jon Valor. Mick, stufo della squadra e anche del modo in cui Snart lo tratta, decide di tradire la squadra e di passare dalla parte di Valor. Nonostante Rip abbia provato ad aiutare Baxter, quest'ultima mostra disprezzo per lui, dato che ha tradito i Time Master; Rip afferma di non avere mai rimpianto quella scelta, e che l'unica cosa che lo fa stare male è non avere protetto la moglie e il figlio. Alcuni flashback raccontano la storia di Rip: la sua futura moglie, Miranda, era  una Time Master, ma quando il consiglio scoprì la loro relazione, proibita tra i Time Master, cacciarono via Miranda dal consiglio dopo che lei si prese tutta la colpa, rivelando a Rip che ormai l'amore che provava per lui era la cosa più importante. Sara intanto fa notare a Snart che Mick è fuori controllo e che sarà sempre un problema. Mick, accompagnato dai pirati, cerca di prendere possesso della nave di Rip, ma Ray e Kendra sconfiggono i pirati mentre Sara e Snart combattono contro Mick, riuscendo ad avere la meglio su di lui. Stein riesce a liberare Baxter, Jax e Rip: quest'ultimo combatte contro Valor riuscendo a sconfiggerlo. Hunter fa poi aprire una delle porte della nave di Baxter, facendo sì che i pirati vengano risucchiati nello spazio. Dopo questa avventura Kendra e Ray, che da tempo iniziavano a provare dei sentimenti l'una per l'altro, si baciano, mentre Baxter arresta Vale e, riconoscendo il valore di Rip, rivaluta la sua opinione su di lui, informandolo che Savage, in passato, venne avvistato a Harmony Falls, nel 1958. La squadra si rimette in viaggio, non prima di confrontarsi su cosa fare con Mick. Leonard afferma che non sarebbe una buona idea riportarlo nel 2016 perché farebbe del male ai loro famigliari, quindi lo porta in un luogo sconosciuto e usa su di lui la sua arma congelante, anche se non è chiaro cosa ne sia stato di Mick.
- Ascolti USA: 2 280 000 telespettatori – rating/share 18-49 anni 0.9/3%[12]

## La notte di Hawkgirl
- Titolo originale: Night of the Hawk
- Diretto da: Joe Dante
- Scritto da: Sarah Nicole Jones e Cortney Norris

### Trama
La squadra, senza Mick, seguendo le indicazioni di Baxter raggiunge Harmony Falls, nell'Oregon, nell'anno 1958, dove sembra che di recente le persone scompaiano. Rip e Leonard si fingono due agenti speciali che indagano sulla faccenda, Kendra e Ray invece fanno finta di essere due sposi comprando una casa in periferia, Stein e Sara iniziano a lavorare nell'ospedale locale rispettivamente come dottore e infermiera, infine Jax frequenta Betty, la ragazza di Tommy, una delle persone scomparse. Savage in quell'epoca era sposato e lavorava come medico nell'ospedale, Ray entra di nascosto in casa sua e trova il pugnale mistico che, se impugnato da Kendra, dovrebbe ucciderlo, quindi lo ruba e lo dà a Kendra. Gli amici di Betty, che non vedono di buon occhio il fatto che la ragazza frequenti un ragazzo di colore, lo aggrediscono ma poi arriva Tommy, divenuto un ibrido uomo-uccello, con altri suoi simili, che attaccano i ragazzi, e feriscono Betty, poi arriva lo sceriffo, che cattura Jax, infatti è corrotto e lo porta da Savage, il quale usando il minerale del metallo Nth presente in un meteorite caduto di recente nella cittadina, lo stesso metallo che diede a Kendra e Carter i loro poteri con la pioggia di meteoriti nell'Antico Egitto, crea un composto chimico che ha iniettato alle persone scomparse trasformandoli in mostri, poi lo inietta anche a Jax, trasformando pure lui. Betty viene portata da Rip e Snart nella nave, venendo curata, mentre Kendra, facendo leva sui sentimenti bramosi che Savage ha sempre provato per lei, cerca di sedurlo per poi pugnalarlo, ma lui avendo capito il suo gioco, la disarma, però poi arriva Ray che lo mette in fuga. Snart, Rip, Sara e Stein portano via Jax e lo fanno tornare nella nave sintetizzando un siero che lo guarisce facendolo tornare come prima e anche tutte le altre persone trasformate da Savage, compreso Tommy. Dato che è arrivato il momento di andarsene, Jax saluta Betty e Tommy, poi però la nave viene attaccata da Chronos, mentre Sara, Ray e Kendra non sono ancora rientrati, e la nave parte senza di loro.

## Nanda Parbat
- Titolo originale: Left Behind
- Diretto da: John F. Showalter
- Scritto da: Beth Schwartz e Grainne Godfree

### Trama
La nave temporale di Rip, la Waverider, viene attaccata da Chronos, il quale rapisce Snart portandolo via con la navicella secondaria, mentre Rip, Stein e Jax rimangono bloccati nel tunnel temporale, riuscendo a scappare solo grazie a Ray che ha creato un apparecchio che ha attirato la Waverider, solo che sono passati due anni da quando hanno lasciato Ray, Sara e Kendra nel 1958, infatti ora è l'anno 1960, Ray e Kendra hanno finto di essere sposati per tutto questo tempo, ora hanno una vita insieme, mentre Sara è scomparsa. Kendra è contenta di ritornare nella squadra, mentre Ray si sente a disagio dato che la sua fidanzata non sembra rimpiangere la vita che avevano, Kendra non sa che Ray voleva chiederle di sposarlo. Le Leggende devono trovare Sara, scoprendo che ora si trova a Nanda Parbat, la sede della Lega degli Assassini, dove in principio venne addestrata, infatti ora è rientrata nella lega sotto la supervisione di Ra's al Ghul e di sua figlia Talia. Intanto Chronos rivela la sua identità a Snart, lui in realtà è Mick, infatti Snart non ha avuto il coraggio di ucciderlo quindi si è limitato ad abbandonarlo, poi finita la missione sarebbe tornato a riprenderlo ma è passato troppo tempo e i Time Master lo hanno trovato, e infine lo hanno addestrato affinché uccidesse la sua ex squadra. Gideon, il computer di bordo, informa Mick che le Leggende sono dirette a Nanda Parbat, quindi lui, ansioso di vendicarsi, li raggiunge. Rip e la squadra raggiungono Nanda Parbat ma Sara li fa catturare, Rip spiega alla squadra che quando una persona rimane troppo a lungo in un'altra linea temporale essa cambia adattandosi al cambiamento quindi Sara è tornata a essere una fedele guerriera della lega, infatti a Kendra in questi due anni non le sono più spuntate le ali inoltre sta perdendo i ricordi delle sue vite passate. Kendra spiega a Ray che ha fatto finta che questi due anni le piacessero per fare un favore a lui visto che ci teneva ma che sente che il loro destino è fare cose più grandi. Ras' al Ghul decide di uccidere i prigionieri, ma Rip si appella a una delle regole della Lega degli Assassini, ovvero la clausola del duello, quindi Kendra affronta Sara, inoltre le ritornano le ali e aiuta la sua amica a ricordarle chi è veramente. Mick fa irruzione a Nanda Parbat, quindi Ras' al Ghul libera Rip e la sua squadra affinché lo sconfiggano, le Leggende riescono a battere Mick catturandolo. Ras' al Ghul, parlando con Rip e Sara, rivela a entrambi di avere capito che vengono dal futuro, inoltre informa Sara che da adesso è libera dalla lega, Sara prima di andarsene gli dice che oltre a Talia avrà un'altra figlia che chiamerà Nyssa, chiedendogli di tenerla lontana dall'isola di Lian Yu, dove si sono conosciute, facendola introdurre nella Lega degli Assassini, nella speranza di cambiare il passato. Mick viene tenuto prigioniero nella Waverider, e anche se Snart propone di ucciderlo, il resto della squadra decide di fare un altro tentativo con lui sicuri di poterlo redimere. Kendra confessa a Ray di amarlo e che vuole ancora stare con lui perché per la prima volta è libera di potere amare chi vuole, quindi i due fanno pace diventando ufficialmente una coppia. Rip informa le Leggende che la loro prossima destinazione è l'anno 2147.
- Ascolti USA: 1 970 000 telespettatori – rating/share 18-49 anni 0.7/2%[13]

## Progenie
- Titolo originale: Progeny
- Diretto da: David Geddes
- Scritto da: Phil Klemmer e Marc Guggenheim

### Trama
Anno 2147: le Leggende giungono nel Conglomerato di Kasnia, il loro compito è quello di rapire e uccidere il piccolo Per Degaton, il figlio di un ricco industriale dell'epoca e discepolo di Savage, tra cinque anni Per subentrerà a suo padre e farà rilasciare un potente virus che sterminerà quasi tutta l'umanità facilitando a Savage la conquista del mondo dopo che lo stesso Savage tradirà Per. Intanto Ray nota che il conglomerato può contare sulle sue tute ATOM che però sono automatizzate, quindi indaga scoprendo che a capo del progetto c'è la dottoressa Brice, una sua discendente, avanzando l'ipotesi che nel 2016 ha avuto un figlio. Kendra ha visioni della sua vita passata quando lei e il suo amato vivevano con il figlio, Boardaman, e si confida con Ray al riguardo, e lui a sua volta le dice di avere un figlio. Rip, Sara e Snart rapiscono Per, ma il bambino, che ha una spiccata cattiveria, è consapevole che Rip non ha il coraggio di ucciderlo, infatti Rip lo riporta a casa, mentre suo padre e Savage attaccano la Waverider con i droni ATOM, poi Ray e Kendra parlano con Brice convincendola a disattivarli, inoltre Ray scopre di non avere figli, infatti Brice gli rivela che lei discende da Sydney, il fratello minore di Ray. Savage prende Sara in ostaggio, ma il padre di Per lo costringe a rilasciarla dato che Rip usa come moneta di scambio Per, che ritorna dal padre. La squadra si rimette in viaggio, Gideon informa Rip che le cose sono peggiorate dato che Per ucciderà suo padre velocizzando i tempi del futuro apocalittico. Kendra chiede a Ray, che è visibilmente turbato dopo che la sua fidanzata gli ha detto che rivede lei e Carter nelle loro vite precedenti, di non gettare la spugna con la loro relazione, ma Ray ammette che è difficile dato che in tutte le loro vite passate lei e Carter si sono amati; ma Kendra gli dice che non è pronta a rinunciare alla loro storia perché Carter rappresenta il passato mentre in questa vita è di Ray che si è innamorata, i due poi si baciano. Snart entra nella cella di Mick e fa a pugni con lui, e nonostante Mick abbia la possibilità di ucciderlo, lo risparmia dato che a suo dire non ne vale pena visto che moriranno tutti, infatti Mick informa la squadra che i Time Master manderanno i "cacciatori" a ucciderlo visto che ha fallito nella sua missione e che uccideranno pure loro.
- Ascolti USA: 1 880 000 telespettatori – rating/share 18-49 anni 0.7/3%[14]

## I magnifici otto
- Titolo originale: The Magnificent Eight
- Diretto da: Thor Freudenthal
- Scritto da: Greg Berlanti e Marc Guggenheim (soggetto); Marc Guggenheim (sceneggiatura)

### Trama
Salvation, 1871: le Leggende fanno tappa nel Far West per nascondersi dai cacciatori, poi vanno in un saloon e, nel difendere una cameriera da un cliente molesto, Stein e Snart provocano dei criminali che lavorano per Jeb Stillwater, un pericoloso malvivente. Il gruppo conosce un pistolero del luogo, Jonah Hex, che intuisce subito che loro vengono dal futuro, infatti lui e Rip si sono conosciuti in passato, Rip era venuto nel Far West mentre lavorava per i Time Master, inoltre si era affezionato a quell'epoca. Kendra, riconoscendo una certa famigliarità in quel luogo, va in una vecchia abitazione e incontra una donna anziana scoprendo che lei, come Kendra, è una delle reincarnazioni della sacerdotessa Chay-Ara. Ella racconta che suo marito, Hannibal Hawkes, che come Carter era una delle reincarnazioni del principe egizio Khufu, venne ucciso da Savage, poi lei incontrò un altro uomo ma le cose tra loro non funzionarono, aggiungendo che le reincarnazioni di Chay-Ara hanno amato anche altri uomini oltre alle reincarnazioni di Khufu ma che queste relazioni vanno sempre a finire male. Le Leggende, con l'aiuto di Hex, vanno nell'accampamento di Stillwater e lo catturano, ma i suoi uomini rapiscono Jax. Kendra adesso ha molte incertezze sulla sua relazione con Ray, ma Sara le fa capire che la sua incarnazione del Far West non ha necessariamente ragione e che probabilmente era solo una sua opinione perché lei ha vissuto le sue esperienze mentre Kendra deve vivere la sua vita. Le Leggende riconsegnano Stillwater ai suoi uomini i quali rilasciano Jax, infine Stllwater e Rip si affrontano in un duello con le pistole, dove Rip riesce a vincere uccidendo l'avversario. Poi arrivano i cacciatori, ma le Leggende li sconfiggono, uno di loro avverte Mick che la Pellegrina, il killer più letale dei Time Master, li ucciderà tutti. Kendra decide di non raccontare nulla a Ray di ciò che ha scoperto, poi i due si baciano dichiarandosi amore reciproco. Le Leggende lasciano il Far West continuando a viaggiare nello spazio e nel tempo preparandosi ad affrontare la minaccia della Pellegrina.
- Ascolti USA: 1 980 000 telespettatori – rating/share 18-49 anni 0.7/3%[15]

## L'ultimo rifugio
- Titolo originale: Last Refuge
- Diretto da: Rachel Talalay
- Scritto da: Chris Fedak e Matthew Maala

### Trama
La Pellegrina, incaricata dai Time Master di uccidere le Leggende, torna indietro nel tempo così da potere uccidere le loro versioni più giovani e cancellarli dalla storia. A detta di Rip lui e Kendra sono al sicuro, il primo perché è un Time Master e quindi rimuoverlo dalla storia sarebbe pericoloso anche per gli altri Time Master, mentre Kendra grazie alla sua capacità di reincarnarsi. A causa dell'anomalia temporale Ray rischia di morire, quindi decide di fare vedere a Kendra l'anello di fidanzamento che voleva regalarle chiedendole di sposarlo, e lei gli dice di sì. Le Leggende salvano le loro versioni giovani dalla Pellegrina, Kendra confessa a Sara che non è certa di volere sposare Ray e che gli ha risposto di sì solo perché chedeva che sarebbe morto, infatti dopo avere sentito dalla sua precedente incarnazione che tutte le sue relazioni, che non siano con una delle reincarnazioni di Khufu, sono destinate a finire male, aveva deciso di godersi la sua storia con Ray senza impegni, ma ora è diverso; Kendra ignora che Ray ha origliato la conversazione. Rip porta tutte le versioni giovani dei suoi compagni di viaggio dalla sua mamma adottiva, purtroppo informa la squadra che se le loro versioni giovani si assenteranno per troppo tempo dalle loro linee temporali la storia si dimenticherà di loro. Ray confessa a Kendra di avere ascoltato la sua conversazione con Sara, lui le dice che se vuole lasciarlo è libera di farlo. Kendra gli spiega che non vuole chiudere con lui, ma gli racconta ciò che le disse la sua incarnazione precedente, Ray le fa capire che deve decidere se vuole stare con lui o continuare a credere a questa leggenda. La Pellegrina rapisce il padre di Jax, quindi Rip le propone uno scambio: lei lascerà andare via l'ostaggio e Rip le consegnara la sua versione giovane. Nel luogo dell'incontro Rip consegna il se stesso bambino alla Pellegrina, ma il piccolo Rip la ferisce con un coltello alla gamba permettendo alle Leggende di disintegrarla. Kendra dopo questa esperienza, capisce che non avrà mai una vita normale e che ama veramente Ray, quindi gli dice che vuole essere davvero sua moglie. Jax dice addio a suo padre, il quale è destinato a morire in guerra. Purtroppo, finché la situazione con i Time Master non si sarà sgonfiata, le loro versioni giovani rimarranno con la mamma adottiva di Rip, tra l'altro ciò che ha detto si sta avverando infatti a causa della loro assenza nelle loro linee temporali la storia si sta dimenticando di loro, tanto che Clarissa, la moglie di Stein, non lo riconosce più. Rip decide di affrontare Savage nel futuro, all'inizio aveva scartato questa possibilità perché nel futuro dove lui è il dominatore del mondo è fin troppo protetto, ma ora ha cambiato idea vista l'urgenza di ucciderlo prima che la storia si dimentichi dei suoi compagni.
- Ascolti USA: 1 780 000 telespettatori.[16]

## Il leviatano
- Titolo originale: Leviathan
- Diretto da: Gregory Smith
- Scritto da: Sarah Nicole Jones e Ray Utarnachitt

### Trama
Londra, 2166: le Leggende cercano di attaccare Savage nel futuro dove lui è il padrone del mondo, Snart e Mick catturano sua figlia Cassandra portandola nella Waverider la quale porta al polso il bracciale che apparteneva a Chay-Ara, che come il pugnale era uno degli oggetti presenti sul posto il giorno in cui Savage uccise lei e Khufu, quindi il bracciale può uccidere l'immortale se usato da Kendra. Le Leggende trovano rifugio in un accampamento di profughi, ovvero la resistenza, i pochi che ormi si oppongono alla tirannia di Savage. Snart cerca di fare capire a Cassandra che suo padre è un folle, ma lei lo vede come un eroe dato che ha spodestato Per Degaton come tiranno quando lui aveva decimato la popolazione con le sue armi batteriologiche, anche sua madre morì a causa del virus, però Snart le rivela che Per era un discepolo di suo padre e che era stato lui ad approvare l'uso dell'arma batteriologica. Savage manda il "leviatano", un enorme robot da combattimento, a salvare sua figlia, le Leggende portano i profughi alla Waverider per metterli in salvo, mentre Ray, usando la tuta che assorbe energia dalla Waverider, riesce a ingigantirsi affrontando il leviatano sconfiggendolo, mentre Kendra, grazie a Mick, che ha fuso il metallo del bracciale sulla mazza ferrata che Carter, in una vita precedente aveva donato alla sua amata, si appresta a combattere contro Savage. Cassandra, avendo capito che suo padre è un uomo crudele, aiuta le Leggende a fare irruzione nella sua roccaforte, Kendra affronta Savage apprestandosi a ucciderlo con la mazza ferrata, ma poi viene salvato da uno dei suoi luogotenenti, Scythian Torvil, che si rivela essere la reincarnazione di Carter, che però è al servizio di Savage. Quest'ultimo spiega a Kendra che ha trovato il modo di inibire i ricordi delle sue vite precedenti e che solo lui può sbloccarli. Kendra quindi lo risparmia essendo l'unico che può restituire i ricordi al suo amato, le Leggende catturano Savage e Torvil portandoli sulla Waverider, mentre Cassandra aiuterà la resistenza a sgominare l'esercito del padre.
- Ascolti USA: 1 860 000 telespettatori.[17]

## Il flusso temporale
- Titolo originale: River of time
- Diretto da: Alice Troughton
- Scritto da: Cortney Norris e Anderson Mackenzie

### Trama
Ray e Jax danno a Rip un'ottima notizia: la tecnologia del leviatano era troppo avanzata anche per il 2166, e ciò vuol dire che Savage l'ha costruito usando la tecnologia del futuro violando le leggi temporali dei Time Master, quindi ora loro possono processarlo e ucciderlo. Kendra cerca di fare riaffiorare nella mente di Torvil, che è prigioniero nella Waverider, i ricordi delle sue vite passate e del loro amore, anche se Ray è infastidito dalla cosa, cerca di aiutare la sua fidanzata parlando con Savage, il quale è pure lui prigioniero nella nave temporale, cercando di convincerlo a sbloccare i ricordi di Torvil; ma Savage deride Ray rivelandogli che lui è stato insieme a una delle reincarnazioni di Chay-Ara, ma quando lei conobbe la reincarnazione di Khufu lo lasciò, e che a Ray toccherà la stessa sorte. Contro il parere della squadra Rip fa partire la Waverider per il Punto-0, la sede dei Time Master, anche se ci sono dei problemi ai motori dato che Ray aveva assorbito molta energia dalla nave per sconfiggere il leviatano. Jax va a riparare i motori ma viene colpito dalle radiazioni temporali che lo fanno invecchiare. Ray vede che i sentimenti di Kendra per il suo leggendario amore stanno riaffiorando, lei afferma di amare ancora Ray ma lui ormai ha capito che non lo ama abbastanza quindi la lascia dato che stando insieme a lei si sentirebbe solo un rimpiazzo. Ray entra nella cella di Savage il quale lo aveva provocato, e lo prende a pugni, ma poi Savage ha la meglio su di lui e evade, liberando anche Torvil, mentre Stein, usando la nave secondaria della Waverider, fa partire Jax per il 2016, così il viaggio nel tempo annullerà le radiazioni temporali e tornerà a essere giovane. La squadra affronta Savage e Torvil, però, quando Savage combatte contro Kendra, i ricordi di Torvil sulle sue vite passate, riaffiorano, poi gli spuntano le ali, e attacca Savage, ma quest'ultimo lo ferisce, poi Kendra aggredisce Savege facendogli perdere i sensi. Le Leggende raggiungono il Punto-0 e Rip porta Savage dai Time Master per processarlo, intanto Ray si prende cura di Torvil il quale si sta riprendendo, Kendra si scusa con Ray per averlo ferito dicendogli però che a prescindere da tutto ciò che provava per lui era reale, però Ray le confessa che quando la sua fidanzata Anna è morta in lui era cambiato qualcosa ma che Kendra ha risvegliato in lui sentimenti che credeva di non potere più provare e che solo per questo la ringrazia. Rip purtroppo ha una brutta sorpresa: i Time Master catturano le Leggende inoltre libereranno Savage permettendogli di tornare nel 2166, infatti loro erano già a conoscenza del fatto che l'immortale sfruttasse le risorse di altre epoche, ma senza violare le leggi dei Time Master, in quanto sono suoi alleati. Rip viene chiuso in una cella mettendosi a urlare dalla rabbia.
- Ascolti USA: 1 630 000 telespettatori.[18]

## Destino
- Titolo originale: Destiny
- Diretto da: Olatunde Osunsanmi
- Scritto da: Marc Guggenheim (soggetto); Phil Klemmer e Chris Fedak (sceneggiatura)

### Trama
Rip, Mick, Stein, Ray e Kendra vengono catturati dai Time Master, mentre Snart e Sara restano al sicuro nella Waverider, intanto Jax torna nel 2016 con la navicella secondaria, poco dopo la proposta di Rip di entrare a fare parte della squadra e chiede alla versione passata di Stein di aiutarlo a ripararla visto che si è danneggiata. Savage prende una delle navi del tempo dei Time Master e ritorna nel 2166 con Kendra e Torvil, i Time Master fanno vedere a Rip l'Oculus, il grande computer temporale dei Time Master alimentato da una supernova, con il quale possono sorvegliare la linea temporale e anche plasmarla, infatti gli rivelano che la ragione per cui hanno aiutato Savage a diventare padrone del mondo è perché la Terra sarà attaccata dalla razza aliena del pianeta Thanagar e solo Savage, con la sua dittatura, riunendo il mondo in un unico stato, sarà capace di sconfiggerli, inoltre sono stati loro a dirgli di uccidere la famiglia di Rip sapendo che poi lui avrebbe cercato vendetta infatti i tentativi delle Leggende di sconfiggerlo nelle diverse ere non hanno fatto altro che innescare una serie di eventi che poi hanno favorito lo stesso Savage. I Time Master cercano di ricondizionare Mick affinché possa tornare a essere Chronos, ma non funziona e quindi lui libera i suoi compagni, Snart e Sara soccorrono la squadra con la Waverider, poi anche Jax, con la nave secondaria riparata, raggiunge il Punto-0 e si ricongiunge con Stein ricreando Firestorm. Purtroppo finché i Time Master potranno contare sull'Oculus, saranno sempre in vantaggio su di loro, quindi decidono di distruggerlo, Ray decide di sacrificarsi perché per fare saltare in aria l'Oculus bisogna attivare il meccanismo di distruzione manualmente, ma Mick tramortisce Ray e decide di farlo lui stesso, però Snart a sua volta, colpisce Mick facendogli perdere i sensi e poi decide di attivare lui il meccanismo di distruzione, Sara, dopo avere baciato Snart, porta via Mick, infine Snart muore facendosi saltare in aria insieme all'Oculus e ai Time Master, mentre le Leggende scappano dal Punto-0 con la Waverider. Savage torna al 2166 e uccide la famiglia di Rip, uno dei pochi Time Master sopravvissuti lo contatta dicendogli che ora, dopo la distruzione dell'Oculus, non potranno più aiutarlo, ma la cosa lo lascia del tutto indifferente infatti ora possiede la loro macchina del tempo, con la quale ha in mente di portare a termine il suo piano.
- Ascolti USA: 1 890 000 telespettatori.[19]

## Leggendario
- Titolo originale: Legendary
- Diretto da: Dermott Downs
- Scritto da: Greg Berlanti e Chris Fedak (soggetto); Phil Klemmer e Marc Guggenheim (sceneggiatura)

### Trama
Rip riporta la squadra nel 2016, cinque mesi dopo avere intrapreso la missione: decide infatti di sciogliere il gruppo, preferendo dare la caccia a Savage da solo. Inoltre riprenderà le loro versioni giovani dal rifugio della madre per ricollocarli nella linea temporale. Sara torna a Star City scoprendo da suo padre Quentin che Laurel è stata uccisa da Damien Dahrk e questo la fa cadere in uno stato di sconforto. Sara, Ray, Mick, Stein e Jax attirano Rip e la Waverider con la loro apparecchiatura e lo convincono a riformare la squadra. Sara cerca di costringere però Rip, con le cattive, a tornare indietro nel tempo per salvare Laurel, ma Rip le rivela che se non l'avesse reclutata per la squadra Sara sarebbe morta con Laurel uccisa da Dahrk, e con loro anche Quentin. Savage torna indietro nel tempo, con Kendra e Torvil usando la nave dei Time Master, a Saint-Lô nel 1944, poi estrae del sangue da Torvil e Kendra spiegandogli che i meteoriti che diedero potere a tutti e tre venivano da Thanagar, in tutto sono tre, e il loro sangue attiverà il potere delle meteore. Kendra, in maniera astuta, manda un messaggio nel tempo alla squadra, che raggiunge il 1944. I nazisti sono in possesso di uno dei meteoriti e Savage riesce a prenderlo, anche se la squadra, dopo avere liberato Kendra e Torvil, aveva provato a fermarlo. Intanto Jax, nella forma di Firestorm, ha appena scoperto di avere un nuovo potere, ovvero quello della trasmutazione, modificando la materia a livello molecolare. Purtroppo la squadra deve ritirarsi; Savage cattura Kendra e prende il meteorite e si reca a St. Rock nel 2021. Stein capisce che il piano di Savage consiste nel distruggere i tre meteoriti in tre epoche diverse, usando un rito che permetterà al sangue di Torvil e Kendra di liberare l'energia delle meteore che distruggeranno la Terra e il tempo, e il mondo regredirà ai tempi dell'antico Egitto, dove Savage farà in modo di diventare il sovrano. Le leggende allora si dividono in tre squadre: una in Norvegia nel 1975, una ad Harmony Falls nel 1958 e l'altra a St. Rock nel 2021.
Alla fine le leggende riescono a distruggere i meteoriti e a uccidere finalmente Vandal Savage. Dopo avere concluso la loro missione Mick, prima di ripartire con gli altri, torna indietro nel tempo per rivedere e salutare Snart.
L'episodio si conclude con l'addio di Kendra e Carter e con gli altri che, dopo avere accettato di seguire Rip, vedono atterrare un'altra waverider, dalla quale esce un uomo incappucciato che dice di chiamarsi Rex Tyler e di essere un membro della Justice Society of America.
- Ascolti USA: 1 850 000 telespettatori.[20]